# 6116 Still
6116 Still è un asteroide della fascia principale. Scoperto nel 1984, presenta un'orbita caratterizzata da un semiasse maggiore pari a 2,9872107 au e da un'eccentricità di 0,0937135, inclinata di 0,83765° rispetto all'eclittica.
L'asteroide è dedicato al compositore statunitense William Grant Still.